# Zweden op het Eurovisiedansfestival
Zweden deed in 2007 en 2008 mee aan het Eurovisiedansfestival.
In 2007 stuurde Zweden Cecilia Ehrling en Martin Lidberg naar het festival. Met paso doble en disco fusion haalden ze een 14de plaats (op zestien landen) en eindigde op twee na laatste.
Ook in 2008 deed Zweden mee. Dit keer met Danny Saucedo en Jeanette Carlsson, zij dansten alleen de chachacha. Dit keer behaalde Zweden de 12de plaats (op veertien landen) en zo werd Zweden opnieuw twee na laatste.
Sinds 2009 wordt het festival niet meer gehouden.

## Lijst van Zweedse deelnames
| Jaar | Artiest                            | Stijl                      | Plaats | Punten |
| ---- | ---------------------------------- | -------------------------- | ------ | ------ |
| 2007 | Cecilia Ehrling en Martin Lidberg  | paso doble en disco fusion | 14     | 23     |
| 2008 | Danny Saucedo en Jeanette Carlsson | chachacha                  | 12     | 38     |

2007 · 2008 
Zie ook: Eurovisiesongfestival · Junior Eurovisiesongfestival · Eurovision Young Musicians · Eurovision Young Dancers · Eurovision Choir
Azerbeidzjan · Denemarken · Duitsland · Finland · Griekenland · Ierland · Litouwen · Nederland · Oekraïne · Oostenrijk · Polen · Portugal · Rusland · Spanje · Verenigd Koninkrijk · Wit-Rusland · Zweden · Zwitserland